# Jakob Baßfreund
Jakob Baßfreund (auch Jacob Bassfreund, geboren am 11. April 1850 in Kempen, Provinz Posen, Preußen; gestorben am 25. Januar 1919 in Breslau, Provinz Niederschlesien) war ein preußischer Rabbiner.

## Leben
Baßfreund studierte von 1867 bis 1877 am Rabbinerseminar in Breslau. Nach der Rabinatsprüfung wurde er Stiftsrabbiner der Michael-David’schen-Stiftung zu Hannover. Daneben war er Lehrer an der jüdischen Lehrer-Bildungs-Anstalt und an der jüdischen Religionsschule. Im Jahr 1881 wurde Baßfreund zum Oberlehrer und stellvertretenden Leiter an der Religionsschule ernannt. Im folgenden Jahr wechselte er als Rabbiner an die jüdische Gemeinde im oberschlesischen Tarnowitz, wo er auch Religion am Realgymnasium unterrichtete.
Im Jahr 1885 wurde Baßfreund an der Philosophischen Fakultät der Universität Jena mit der Arbeit Über das zweite Prinzip des Sinnlichen, oder die Materie bei Plato promoviert.
Baßfreund wurde am 20. Dezember 1890 einstimmig zum Oberrabbiner der jüdischen Gemeinde in Trier gewählt. Sein Vorgänger im Amt war Moses Samuel Zuckermandel (1881–1890). In Trier feierte Baßfreund im September 1907 sein 25-jähriges Amtsjubiläum und ging 1918 in den Ruhestand. Das Amt blieb bis zur Wahl von Adolf Altmann (1920–1938) vakant. Baßfreund verzog nach Breslau, wo er zu den Mitarbeitern des traditionell-gesetzestreuen Rabbinerverbands gehörte.

## Werk
Baßfreund verfasste zahlreiche halachische Schriften.
Einen ausführlichen Bericht über Fragmente jüdischer Schriften, die als Makulatur in Bucheinbänden gefunden wurden, hatte er für 1894 angekündigt. Dieser ist nie erschienen.

## Familie
Im Jahr 1904 werden sieben Kinder genannt, die als Folge einer Kohlenmonoxid-Vergiftung bewusstlos wurden. Sein in Tarnowitz geborener Sohn Heinrich (1886–?) war Kriegsfreiwilliger und wurde 1918 Feldrabbiner. Er emigrierte 1938 nach Palästina, kehrte aber 1957 nach Deutschland zurück. In Trier-Mitte/Gartenfeld ist in der Böhmerstraße 29/30 ein Stolperstein verlegt worden.

## Veröffentlichungen
- Ueber das zweite Prinzip des Sinnlichen oder die Materie bei Plato. (Dissertation Jena) Schatzky, Breslau 1885.
- Ueber ein Midrasch-Fragment in der Stadt-Bibliothek zu Trier. In: Monatsschrift für Geschichte und Wissenschaft des Judentums. 38. Jahrgang, 1894. Band 1, S. 167–176; Band 2, S. 214–219.
- Hebräische Handschriften-Fragmente in der Stadtbibliothek zu Trier. In: Monatsschrift für Geschichte und Wissenschaft des Judentums. 39. Jahrgang, 1895. Heft 6, 7, 9 und 11.
- Das Fragmenten-Targum zum Pentateuch, sein Ursprung und Charakter und sein Verhältniss zu den anderen pentateuchischen Targumim. In: Monatsschrift für Geschichte und Wissenschaft des Judentums. 40. Jahrgang, 1896. Band 1, S. 1–14; Band 2, S. 146–163; Band 2, S. 98–109.
- Zur Redaktion der Mischna. Alkalai, Pressburg 1908. Aus: Monatsschrift für Geschichte und Wissenschaft des Judentums. 51. Jahrgang, 1907.